# Hvalba
Hvalba [ˈkvalba] és un poble i municipi situat al nord de l'illa de Suðuroy, a les illes Fèroe. El municipi inclou les localitats de Hvalba i Sandvík, a més de l'illa deshabitada de Litla Dímun. L'1 de gener de 2021 Hvalba tenia 599 habitants. que amb els 71 de Sandvík conformaven una població total de 670 habitants per a tot el municipi.

## Geografia
Hvalba està situat al nord de Suðuroy, al fons del fiord anomenat Hvalbiarfjørður, en una vall entre dos istmes: el Norðbergseiði, al nord, i el Hvalbiareiði (també anomenat Fiskieiði), al sud. En aquest lloc les dues costes de l'illa (est i oest) són molt a prop l'una de l'altra (a poc més d'1 km). Mentre que la costa occidental és abrupta i pràcticament inaccessible, a la costa oriental hi ha dues grans platges: una al nord on hi ha el poble de Hvalba pròpiament dit, i una altra al sud, on hi ha l'assentament de Nes.

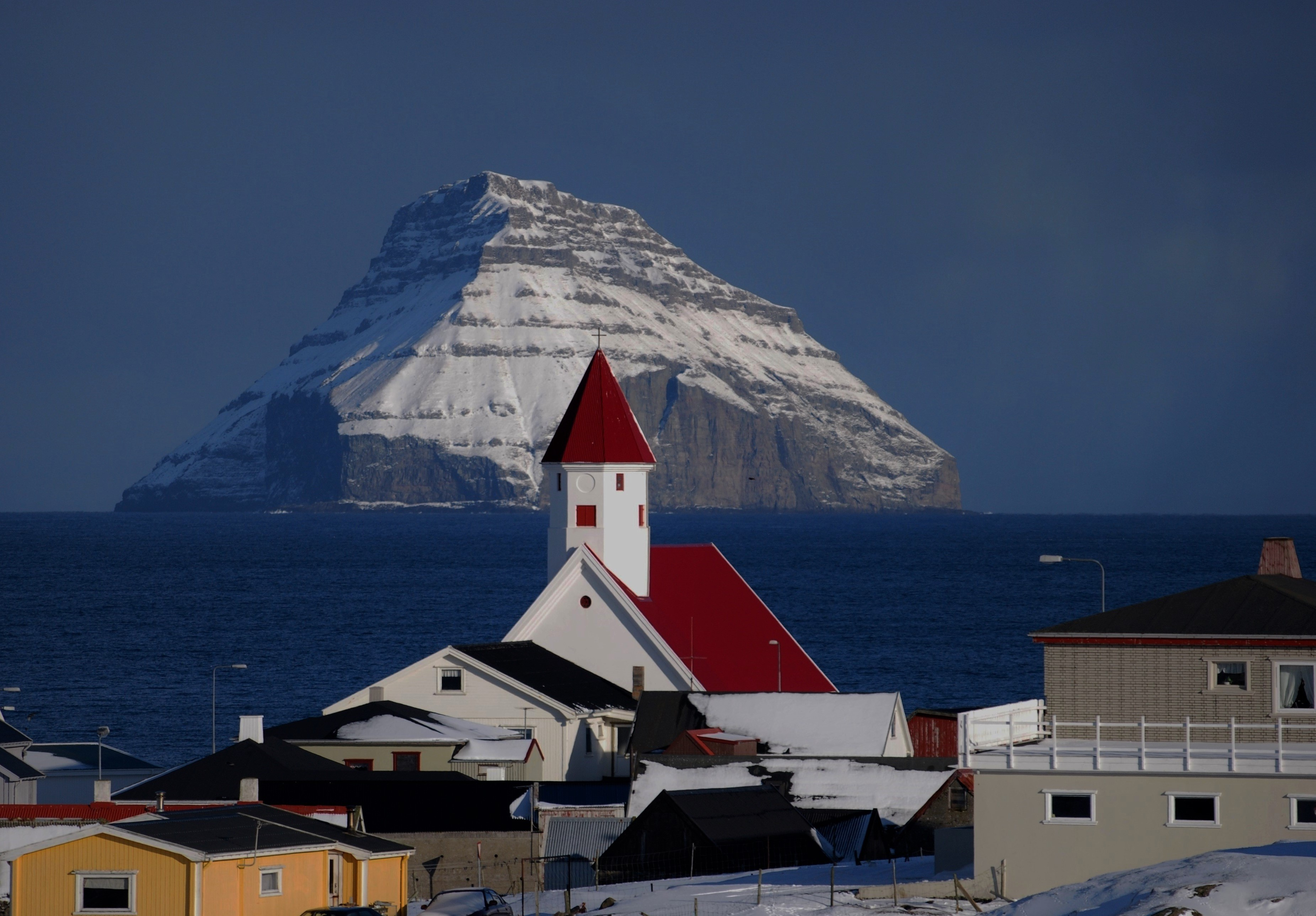
Hvalba amb Litla Dimun.

Hi ha quatre petits llacs al municipi: dos a l'oest del poble de Hvalba, que desguassen en un rierol que eventualment desemboca a la platja de Hvalba; un que desemboca a la platja de Nes, i un altre més en una vall aïllada a l'est del municipi, en els límits amb Tvøroyri.
La vall de Hvalba es troba envoltada de muntanyes, les més importants de les quals són el Skálafjall (459 m), al nord, i el Prestfjall (471 m), al sud. El seu accés per via terrestre va ser difícil fins a la construcció dels túnels que la uneixen amb els pobles veïns.
Dins del terme municipal hi ha una altra vall, localitzada al nord de la Hvalba i igualment aïllada, on s'enclava el poble de Sandvík, el més septentrional de Suðuroy.

## Història
Molt possiblement Hvalba va ser fundada durant la colonització vikinga de les illes, al segle ix. El seu nom prové de hval, balena, i bø, terreny, de manera que es traduiria com a "lloc de balenes". Històricament, el fiord i la platja de Hvalba han figurat entre els millors llocs per a la caça tradicional de balenes, el grindadráp.
Al segle xvii el poble, de la mateixa manera que d'altres de les Fèroe, va ser atacat per pirates barbarescs. En 1629 tres vaixells pirates van saquejar Hvalba. Un d'ells es va endur 30 dones i nens, que van ser venuts com a esclaus al nord d'Àfrica. Els altres dos vaixells van naufragar el fiord; els cossos van ser arrossegats a la costa i sepultats pels habitants de Hvalba en un lloc que encara és anomenat turkargravir (les tombes dels turcs).
Durant algun temps, Hvalba va ser la localitat més important de l'illa i una de les més grans de les Fèroe. En trobar-se al nord de Suðuroy, era un dels punts de connexió més ràpida amb Tórshavn per mitjà d'un transbordador. La terra on està assentat era molt propicia per a l'agricultura i la ramaderia, però amb la creixent importància de la pesca com a motor econòmic de l'arxipèlag, el poble va anar perdre importància en favor de Vágur i Tvøroyri.
A Hvalba hi ha extracció de carbó, mineral que s'explota en aquest poble des de la dècada de 1770 i que va arribar a ser una important força energètica a les Fèroe fins a la Segona Guerra Mundial.
En la dècada de 1960 Hvalba va ser connectada per carretera amb Sandvík i Trongisvágur a través de dos túnels situats al nord, el Sandvíkartunnilin, i al sud del poble, el Hvalbiartunnilin, respectivament.
Hvalba té una església de fusta consagrada el 27 d'octubre de 1935.

## Turisme

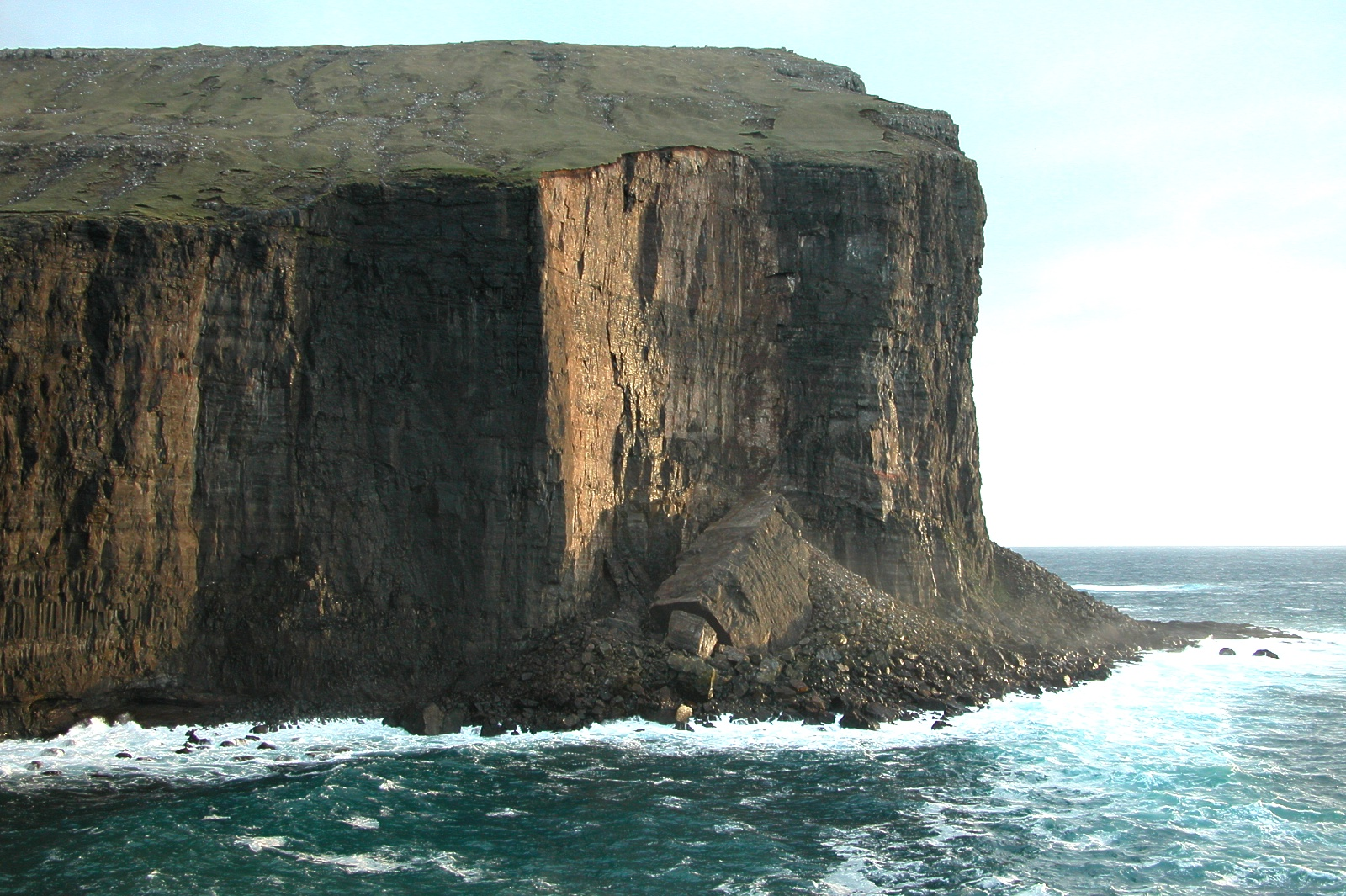
Penya-segats de Norðbergseiði.

El turisme s'hi ha desenvolupat durant els darrers anys. Alguns habitants de Hvalba van començar a organitzar excursions en vaixell a l'illa deshabitada Lítla Dímun el 2009, i el mateix any alguns homes de Hvalba van començar a oferir síging, que és una mena de ràpel per als turistes que volen anar al Norðbergseiði. També s'organitzen nits de barbacoa amb música de blues a la zona de Fiskieiði combinada amb sortides en vaixell pels penya-segats de Hvalba. Les mines de carbó també són un atractiu turístic.
Hi ha muntanyes altes al voltant de Hvalba. Alguns turistes fan senderisme des de Nes-Hvalba a través del congost de Káragjógv fins a Trongisvágur. Hi ha cairns que la gent pot seguir. Abans que el túnel arribés el 1963, el camí que duia les cairns era l'única manera d'anar des de Hvalba a Trongisvágur i la part de l'illa que es troba al sud de Hvalba.
Hi ha lavabos públics a Hvalba i a Sandvík.